# Dipartimento di Madarounfa
Il dipartimento di Madarounfa è un dipartimento del Niger facente parte della regione di Maradi. Il capoluogo è Madarounfa.

## Geografia antropica
Il dipartimento di Madarounfa è suddiviso in 9 comuni:

### Comuni urbani
- Madarounfa
- Maradi I
- Maradi II
- Maradi III

### Comuni rurali
- Dan-Issa
- Djiratawa
- Gabi
- Safo
- Sarkin Yamma